# Syngelechia
Syngelechia är ett släkte av fjärilar. Syngelechia ingår i familjen stävmalar.
Kladogram enligt Catalogue of Life:
| Syngelechia | \| \| Syngelechia emphanista \| \| \| \| \| \| Syngelechia psimythota \| \| \| \| |
|             | \| \| Syngelechia emphanista \| \| \| \| \| \| Syngelechia psimythota \| \| \| \| |
|             | Syngelechia emphanista                                                            |
|             |                                                                                   |
|             | Syngelechia psimythota                                                            |
|             |                                                                                   |